# Şaban Donat
Şaban Donat (ur. 8 marca 1970) – turecki zapaśnik walczący w stylu klasycznym. Zajął dziesiąte miejsce na mistrzostwach świata w 1991, 1995 i 1997. Srebrny medalista mistrzostw Europy w 1995; czwarty w 1994. Triumfator igrzysk wojskowych w 1995. Wicemistrz igrzysk śródziemnomorskich w 1993 i 1997. Drugi w Pucharze Świata w 1997 roku.